# Lutobor Hlavsa
Lutobor Hlavsa (12. srpna 1924 Blšany u Podbořan – 2015 Praha) byl český malíř.

## Život
Byl synem českého malíře a amatérského archeologa Stanislava Hlavsy. Studoval soukromě u Františka Tichého. Věnoval se také hudbě jako flétnista České filharmonie od roku 1948.
Věnoval se abstraktní a figurativní malbě. Konfrontoval se s klasickými mistry. V jeho obrazech se objevují jemné eroticky vyzývavé protiklady. Někteří ho řadili k českému radikálnímu realismu.
Lutobor Hlavsa je zastoupen ve sbírkách zvláště v Česku, ale také v Německu, Švýcarsku, USA a jiných zemích.